# Твил
Твил (англ. twill), ки́пер (от нем. Köper) — плотная и прочная хлопчатобумажная ткань саржевого переплетения. В отделке красится преимущественно в цветные колеры и набивается как ситец. Шла на дамские платья, подкладки, драпировки и т. п. Также вырабатывается смешанный твил с хлопчатобумажной основой и утком из кардной шерсти или из смеси шерсти с хлопком.

## Галерея
- Структура 2⁄2 твила; смещение в каждой строке образует диагональный узор
- Структура 3⁄1 твила
- Саржа с рёбрами в обе стороны, называемая ёлочкой (herringbone)
- Алмазный твил с ткацкой кромкой (слева), синей основой, красным утком